# ناحیه وادی ارهیو
ناحیه وادی ارهیو (به عربی: دائرة وادی ارهیو) یک ناحیه در الجزایر است که در استان غلیزان واقع شده‌است.